# Премия «Золотой глобус» за лучшую мужскую роль в телевизионном сериале — драма
Премия «Золотой глобус» за лучшую мужскую роль в телевизионном драматическом сериале вручается Голливудской ассоциацией иностранной прессы с 1970 года. Награда за роли на телевидении вручалась с 1962 года и первоначально категория носила название «Лучший телевизионный актёр». С 1970 года было введено разграничение по жанрам: «Лучшая мужская роль в телевизионном сериале — драма» и «Премия «Золотой глобус» за лучшую мужскую роль в телевизионном сериале — комедия или мюзикл».
Ниже приведён полный список победителей и номинантов. С 1962 по 1969 год перечислены актёры, номинированные в категории «Лучший телевизионный актёр».  Имена победителей выделены отдельным цветом. 

## 1962—1970
«Лучший телевизионный актёр»
| Год  | Церемония | Фотографии лауреатов                                                      | Лауреаты и номинанты                                         | Лауреаты и номинанты                                         |
| ---- | --------- | ------------------------------------------------------------------------- | ------------------------------------------------------------ | ------------------------------------------------------------ |
| 1962 | 19-я      |                                                                           | • Джон Дэли                                                  |                                                              |
| 1962 | 19-я      | • Боб Ньюхарт                                                             |                                                              |                                                              |
| 1963 | 20-я      |                                                                           | • Ричард Чемберлен — «Доктор Килдар» за роль доктора Килдара | • Ричард Чемберлен — «Доктор Килдар» за роль доктора Килдара |
| 1964 | 21-я      |                                                                           | • Микки Руни — «Микки» за роль Микки Грэди                   | • Микки Руни — «Микки» за роль Микки Грэди                   |
| 1964 | 21-я      | • Ричард Бун — «Шоу Ричарда Буни» за роль самого себя                     |                                                              |                                                              |
| 1964 | 21-я      | • Джеки Глисон — «Джеки Глисон: Журнал американской сцены» за разные роли |                                                              |                                                              |
| 1964 | 21-я      | • Лорн Грин — «Бонанза» за роль Бена Картрайта                            |                                                              |                                                              |
| 1964 | 21-я      | • Э. Г. Маршалл — «Защитники» за роль Лоуренса Престона                   |                                                              |                                                              |
| 1965 | 22-я      |                                                                           | • Джин Барри — «Правосудие Бёрка» за роль Эмоса Бёрка        | • Джин Барри — «Правосудие Бёрка» за роль Эмоса Бёрка        |
| 1965 | 22-я      | • Ричард Кренна — «Люди Слэттери» за роль Джеймса Слэттери                |                                                              |                                                              |
| 1965 | 22-я      | • Джеймс Францискус — «Мистер Новак» за роль Джона Новака                 |                                                              |                                                              |
| 1965 | 22-я      | • Дэвид Дженссен — «Беглец» за роль Ричарда Кимбла                        |                                                              |                                                              |
| 1965 | 22-я      | • Роберт Вон — «Человек от Д. Я. Д. И.» за роль Наполеона Соло            |                                                              |                                                              |
| 1966 | 23-я      |                                                                           | • Дэвид Дженссен — «Беглец» за роль Ричарда Кимбла           | • Дэвид Дженссен — «Беглец» за роль Ричарда Кимбла           |
| 1966 | 23-я      | • Дон Адамс — «Напряги извилины» за роль Максвелла Смарта                 |                                                              |                                                              |
| 1966 | 23-я      | • Бен Газзара — «Бежать от твоей жизни» за роль Пола Брайана              |                                                              |                                                              |
| 1966 | 23-я      | • Дэвид Маккаллум — «Человек от Д. Я. Д. И.» за роль Ильи Курякина        |                                                              |                                                              |
| 1966 | 23-я      | • Роберт Вон — «Человек от Д. Я. Д. И.» за роль Наполеона Соло            |                                                              |                                                              |
| 1967 | 24-я      |                                                                           | • Дин Мартин — «Шоу Дина Мартина» за роль самого себя        | • Дин Мартин — «Шоу Дина Мартина» за роль самого себя        |
| 1967 | 24-я      | • Билл Косби — «Я шпион» за роль Александра Скотта                        |                                                              |                                                              |
| 1967 | 24-я      | • Роберт Калп — «Я шпион» за роль Келли Робинсона                         |                                                              |                                                              |
| 1967 | 24-я      | • Бен Газзара — «Бежать от твоей жизни» за роль Пола Брайана              |                                                              |                                                              |
| 1967 | 24-я      | • Кристофер Джордж — «Крысиный патруль» за роль Сэма Троя                 |                                                              |                                                              |
| 1968 | 25-я      |                                                                           | • Мартин Ландау — «Миссия невыполнима» за роль Роллина Хэнда | • Мартин Ландау — «Миссия невыполнима» за роль Роллина Хэнда |
| 1968 | 25-я      | • Брендон Бун — «Гориллы Гаррисона» за роль шефа                          |                                                              |                                                              |
| 1968 | 25-я      | • Бен Газзара — «Бежать от твоей жизни» за роль Пола Брайана              |                                                              |                                                              |
| 1968 | 25-я      | • Дин Мартин — «Шоу Дина Мартина» за роль самого себя                     |                                                              |                                                              |
| 1968 | 25-я      | • Энди Уильямс — «Шоу Энди Уильямса» за роль самого себя                  |                                                              |                                                              |
| 1969 | 26-я      |                                                                           | • Карл Бетц — «Защитник Джадд» за роль Клинтона Джадда       | • Карл Бетц — «Защитник Джадд» за роль Клинтона Джадда       |
| 1969 | 26-я      | • Рэймонд Бёрр — «Железная сторона» за роль Роберта Айронсайда            |                                                              |                                                              |
| 1969 | 26-я      | • Питер Грейвс — «Миссия невыполнима» за роль Джеймса Фелпса              |                                                              |                                                              |
| 1969 | 26-я      | • Дин Мартин — «Шоу Дина Мартина» за роль самого себя                     |                                                              |                                                              |
| 1969 | 26-я      | • Ефрем Цимбалист-младший — «ФБР» за роль Льюиса Эрскина                  |                                                              |                                                              |

«Лучшая мужская роль в телевизионном сериале — драма»
| Год  | Церемония | Фотографии лауреатов                                         | Лауреаты и номинанты                                |
| ---- | --------- | ------------------------------------------------------------ | --------------------------------------------------- |
| 1970 | 27-я      |                                                              | • Майк Коннорс — «Мэнникс» за роль Джозефа Мэнникса |
| 1970 | 27-я      | • Питер Грейвс — «Миссия невыполнима» за роль Джеймса Фелпса |                                                     |
| 1970 | 27-я      | • Ллойд Хэйнс — «Комната 222» за роль Пита Диксона           |                                                     |
| 1970 | 27-я      | • Роберт Вагнер — «Требуется вор» за роль Александра Манди   |                                                     |
| 1970 | 27-я      | • Роберт Янг — «Доктор Маркус Уэлби» за роль Маркуса Уэлби   |                                                     |

## 1971—1980
| Год  | Церемония | Фотографии лауреатов                                                                                      | Лауреаты и номинанты                                          | Лауреаты и номинанты                                          |
| ---- | --------- | --- | ------------------------------------------------------------- | ------------------------------------------------------------- |
| 1971 | 28-я      | | • Питер Грейвс — «Миссия невыполнима» за роль Джеймса Фелпса  | • Питер Грейвс — «Миссия невыполнима» за роль Джеймса Фелпса  |
| 1971 | 28-я      | • Майк Коннорс — «Мэнникс» за роль Джозефа Мэнникса                                                       |                                                               |                                                               |
| 1971 | 28-я      | • Чад Эверетт — «Медицинский центр» за роль доктора Джо Гэннона                                           |                                                               |                                                               |
| 1971 | 28-я      | • Бёрт Рейнольдс — «Дэн Огаст» за роль лейтенанта Дэна Огаста                                             |                                                               |                                                               |
| 1971 | 28-я      | • Роберт Янг — «Доктор Маркус Уэлби» за роль Маркуса Уэлби                                                |                                                               |                                                               |
| 1972 | 29-я      | | • Роберт Янг — «Доктор Маркус Уэлби» за роль Маркуса Уэлби    | • Роберт Янг — «Доктор Маркус Уэлби» за роль Маркуса Уэлби    |
| 1972 | 29-я      | • Рэймонд Бёрр — «Железная сторона» за роль Роберта Айронсайда                                            |                                                               |                                                               |
| 1972 | 29-я      | • Майк Коннорс — «Мэнникс» за роль Джозефа Мэнникса                                                       |                                                               |                                                               |
| 1972 | 29-я      | • Уильям Конрад — «Кэннон» за роль Фрэнка Кэннона                                                         |                                                               |                                                               |
| 1972 | 29-я      | • Питер Фальк — «Коломбо» за роль лейтенанта Коломбо                                                      |                                                               |                                                               |
| 1973 | 30-я      | | • Питер Фальк — «Коломбо» за роль лейтенанта Коломбо          | • Питер Фальк — «Коломбо» за роль лейтенанта Коломбо          |
| 1973 | 30-я      | • Майк Коннорс — «Мэнникс» за роль Джозефа Мэнникса                                                       |                                                               |                                                               |
| 1973 | 30-я      | • Уильям Конрад — «Кэннон» за роль Фрэнка Кэннона                                                         |                                                               |                                                               |
| 1973 | 30-я      | • Чад Эверетт — «Медицинский центр» за роль доктора Джо Гэннона                                           |                                                               |                                                               |
| 1973 | 30-я      | • Дэвид Хартман— «Смелые: Новые доктора» за роль Пола Хантера                                             |                                                               |                                                               |
| 1973 | 30-я      | • Роберт Янг — «Доктор Маркус Уэлби» за роль Маркуса Уэлби                                                |                                                               |                                                               |
| 1974 | 31-я      | | • Джеймс Стюарт — «Хокинс» за роль Билли Джима Хокинса        | • Джеймс Стюарт — «Хокинс» за роль Билли Джима Хокинса        |
| 1974 | 31-я      | • Дэвид Кэррадайн — «Кунг-фу» за роль Квая Чанг Кэйна                                                     |                                                               |                                                               |
| 1974 | 31-я      | • Майк Коннорс — «Мэнникс» за роль Джозефа Мэнникса                                                       |                                                               |                                                               |
| 1974 | 31-я      | • Питер Фальк — «Коломбо» за роль лейтенанта Коломбо                                                      |                                                               |                                                               |
| 1974 | 31-я      | • Ричард Томас — «Уолтоны» за роль Джона-боя Уолтона                                                      |                                                               |                                                               |
| 1974 | 31-я      | • Роберт Янг — «Доктор Маркус Уэлби» за роль Маркуса Уэлби                                                |                                                               |                                                               |
| 1975 | 32-я      | | • Телли Савалас — «Коджак» за роль Тео Коджака                | • Телли Савалас — «Коджак» за роль Тео Коджака                |
| 1975 | 32-я      | • Майк Коннорс — «Мэнникс» за роль Джозефа Мэнникса                                                       |                                                               |                                                               |
| 1975 | 32-я      | • Майкл Дуглас — «Улицы Сан-Франциско» за роль инспектора Стива Келлера                                   |                                                               |                                                               |
| 1975 | 32-я      | • Питер Фальк — «Коломбо» за роль лейтенанта Коломбо                                                      |                                                               |                                                               |
| 1975 | 32-я      | • Ричард Томас — «Уолтоны» за роль Джона-боя Уолтона                                                      |                                                               |                                                               |
| 1976 | 33-я      | • Телли Савалас — «Коджак» за роль Тео Коджака                                                            |                                                               |                                                               |
| 1976 | 33-я      | • Роберт Блейк — «Баретта» за роль Тони Баретты                                                           |                                                               |                                                               |
| 1976 | 33-я      | • Питер Фальк — «Коломбо» за роль лейтенанта Коломбо                                                      |                                                               |                                                               |
| 1976 | 33-я      | • Карл Молден — «Улицы Сан-Франциско» за роль лейтенанта Майка Стоуна                                     |                                                               |                                                               |
| 1976 | 33-я      | • Барри Ньюман — «Петроцелли» за роль Энтони Дж. Петроцелли                                               |                                                               |                                                               |
| 1977 | 34-я      | | • Ричард Джордан — «Капитаны и короли» за роль Джозефа Армага | • Ричард Джордан — «Капитаны и короли» за роль Джозефа Армага |
| 1977 | 34-я      | • Ник Нолти — «Богач, бедняк» за роль Тома Джордаша                                                       |                                                               |                                                               |
| 1977 | 34-я      | • Телли Савалас — «Коджак» за роль Тео Коджака                                                            |                                                               |                                                               |
| 1977 | 34-я      | • Питер Страусс — «Богач, бедняк» за роль Руди Джордаша                                                   |                                                               |                                                               |
| 1977 | 34-я      | • Ли Мэйджорс — «Человек на шесть миллионов долларов» за роль Стива Остина                                |                                                               |                                                               |
| 1978 | 35-я      | | • Эдвард Аснер — «Лу Грант» за роль Лу Гранта                 | • Эдвард Аснер — «Лу Грант» за роль Лу Гранта                 |
| 1978 | 35-я      | • Питер Фальк — «Коломбо» за роль лейтенанта Коломбо                                                      |                                                               |                                                               |
| 1978 | 35-я      | • Джеймс Гарнер — «Досье детектива Рокфорда» за роль Джима Рокфорда                                       |                                                               |                                                               |
| 1978 | 35-я      | • Телли Савалас — «Коджак» за роль Тео Коджака                                                            |                                                               |                                                               |
| 1978 | 35-я      | • Роберт Конрад — «Блеяние чёрной овцы» за роль майора Грега «Паппи» Бойингтона                           |                                                               |                                                               |
| 1979 | 36-я      | | • Майкл Мориарти — «Холокост» за роль Эрика Доррифа           | • Майкл Мориарти — «Холокост» за роль Эрика Доррифа           |
| 1979 | 36-я      | • Эдвард Аснер — «Лу Грант» за роль Лу Гранта                                                             |                                                               |                                                               |
| 1979 | 36-я      | • Джеймс Гарнер — «Досье детектива Рокфорда» за роль Джима Рокфорда                                       |                                                               |                                                               |
| 1979 | 36-я      | • Ричард Хэтч — «Звёздный крейсер „Галактика“» за роль капитана Аполло                                    |                                                               |                                                               |
| 1979 | 36-я      | • Майкл Лэндон — «Маленький домик в прериях» за роль Чарльза Ингэллса                                     |                                                               |                                                               |
| 1979 | 36-я      | • Джон Хаусман — «Записки Чейза» за роль профессора Чарльза Кингсфилда-младшего                           |                                                               |                                                               |
| 1980 | 37-я      | | • Эдвард Аснер — «Лу Грант» за роль Лу Гранта                 | • Эдвард Аснер — «Лу Грант» за роль Лу Гранта                 |
| 1980 | 37-я      | • Ричард Чемберлен — «Столетие» за роль Александра Маккига                                                |                                                               |                                                               |
| 1980 | 37-я      | • Эрик Эстрада — «Калифорнийский дорожный патруль» за роль офицера Фрэнсиса Ллевеллина «Понча» Пончерелло |                                                               |                                                               |
| 1980 | 37-я      | • Джеймс Гарнер — «Досье детектива Рокфорда» за роль Джима Рокфорда                                       |                                                               |                                                               |
| 1980 | 37-я      | • Мартин Шин — «Слепые амбиции» за роль Джона Дина                                                        |                                                               |                                                               |
| 1980 | 37-я      | • Роберт Урих — «Вегас» за роль Дэна Тэнна                                                                |                                                               |                                                               |
| 1980 | 37-я      | • Роберт Вагнер — «Супруги Харт» за роль Джонатана Харта                                                  |                                                               |                                                               |
| 1980 | 37-я      | • Джон Хаусман — «Записки Чейза» за роль профессора Чарльза Кингсфилда-младшего                           |                                                               |                                                               |

## 1981—1990
| Год  | Церемония | Фотографии лауреатов                                                                | Лауреаты и номинанты                                                                |
| ---- | --------- | ----------------------------------------------------------------------------------- | ----------------------------------------------------------------------------------- |
| 1981 | 38-я      |                                                                                     | • Ричард Чемберлен — «Сёгун» за роль Джона Блэкторна                                |
| 1981 | 38-я      | • Эдвард Аснер — «Лу Грант» за роль Лу Гранта                                       |                                                                                     |
| 1981 | 38-я      | • Ларри Хэгман — «Даллас» за роль Джей Ара Юинга                                    |                                                                                     |
| 1981 | 38-я      | • Роберт Урих — «Вегас» за роль Дэна Тэнна                                          |                                                                                     |
| 1981 | 38-я      | • Роберт Вагнер — «Супруги Харт» за роль Джонатана Харта                            |                                                                                     |
| 1982 | 39-я      |                                                                                     | • Дэниел Дж. Траванти — «Блюз Хилл-стрит» за роль Фрэнка Фурилло                    |
| 1982 | 39-я      | • Эдвард Аснер — «Лу Грант» за роль Лу Гранта                                       |                                                                                     |
| 1982 | 39-я      | • Джон Форсайт — «Династия» за роль Блейка Кэррингтона                              |                                                                                     |
| 1982 | 39-я      | • Ларри Хэгман — «Даллас» за роль Джей Ара Юинга                                    |                                                                                     |
| 1982 | 39-я      | • Том Селлек — «Частный детектив Магнум» за роль детектива Томаса Салливана Магнума |                                                                                     |
| 1983 | 40-я      |                                                                                     | • Джон Форсайт — «Династия» за роль Блейка Кэррингтона                              |
| 1983 | 40-я      | • Ларри Хэгман — «Даллас» за роль Джей Ара Юинга                                    |                                                                                     |
| 1983 | 40-я      | • Том Селлек — «Частный детектив Магнум» за роль детектива Томаса Салливана Магнума |                                                                                     |
| 1983 | 40-я      | • Дэниел Дж. Траванти — «Блюз Хилл-стрит» за роль Фрэнка Фурилло                    |                                                                                     |
| 1983 | 40-я      | • Роберт Вагнер — «Супруги Харт» за роль Джонатана Харта                            |                                                                                     |
| 1984 | 41-я      | • Джон Форсайт — «Династия» за роль Блейка Кэррингтона                              |                                                                                     |
| 1984 | 41-я      | • Джеймс Бролин — «Отель» за роль Питера Макдермота                                 |                                                                                     |
| 1984 | 41-я      | • Том Селлек — «Частный детектив Магнум» за роль детектива Томаса Салливана Магнума |                                                                                     |
| 1984 | 41-я      | • Дэниел Дж. Траванти — «Блюз Хилл-стрит» за роль Фрэнка Фурилло                    |                                                                                     |
| 1984 | 41-я      | • Роберт Вагнер — «Супруги Харт» за роль Джонатана Харта                            |                                                                                     |
| 1985 | 42-я      |                                                                                     | • Том Селлек — «Частный детектив Магнум» за роль детектива Томаса Салливана Магнума |
| 1985 | 42-я      | • Джеймс Бролин — «Отель» за роль Питера Макдермота                                 |                                                                                     |
| 1985 | 42-я      | • Джон Форсайт — «Династия» за роль Блейка Кэррингтона                              |                                                                                     |
| 1985 | 42-я      | • Ларри Хэгман — «Даллас» за роль Джей Ара Юинга                                    |                                                                                     |
| 1985 | 42-я      | • Стейси Кич — «Детектив Майк Хаммер» за роль Майка Хаммера                         |                                                                                     |
| 1985 | 42-я      | • Дэниел Дж. Траванти — «Блюз Хилл-стрит» за роль Фрэнка Фурилло                    |                                                                                     |
| 1986 | 43-я      |                                                                                     | • Дон Джонсон — «Полиция Майами» за роль детектива Джеймса «Санни» Крокетта         |
| 1986 | 43-я      | • Джон Форсайт — «Династия» за роль Блейка Кэррингтона                              |                                                                                     |
| 1986 | 43-я      | • Том Селлек — «Частный детектив Магнум» за роль детектива Томаса Салливана Магнума |                                                                                     |
| 1986 | 43-я      | • Филип Майкл Томас — «Полиция Майами» за роль Риккардо Таббса                      |                                                                                     |
| 1986 | 43-я      | • Дэниел Дж. Траванти — «Блюз Хилл-стрит» за роль Фрэнка Фурилло                    |                                                                                     |
| 1987 | 44-я      |                                                                                     | • Эдвард Вудвард — «Уравнитель» за роль Роберта Маккола                             |
| 1987 | 44-я      | • Уильям Дивейн — «Тихая пристань» за роль Грега Самнера                            |                                                                                     |
| 1987 | 44-я      | • Джон Форсайт — «Династия» за роль Блейка Кэррингтона                              |                                                                                     |
| 1987 | 44-я      | • Дон Джонсон — «Полиция Майами» за роль детектива Джеймса «Сонни» Крокетта         |                                                                                     |
| 1987 | 44-я      | • Том Селлек — «Частный детектив Магнум» за роль детектива Томаса Салливана Магнума |                                                                                     |
| 1988 | 45-я      |                                                                                     | • Ричард Кили — «Год жизни» за роль Джои Гарднера                                   |
| 1988 | 45-я      | • Гарри Хэмлин — «Закон Лос-Анджелеса» за роль Майкла Кузака                        |                                                                                     |
| 1988 | 45-я      | • Том Селлек — «Частный детектив Магнум» за роль детектива Томаса Салливана Магнума |                                                                                     |
| 1988 | 45-я      | • Майкл Такер — «Закон Лос-Анджелеса» за роль Стюарта Марковича                     |                                                                                     |
| 1988 | 45-я      | • Эдвард Вудвард — «Уравнитель» за роль Роберта Маккола                             |                                                                                     |
| 1989 | 46-я      |                                                                                     | • Рон Перлман — «Красавица и чудовище» за роль Винсента                             |
| 1989 | 46-я      | • Корбин Бернсен — «Закон Лос-Анджелеса» за роль Эрни Беккера                       |                                                                                     |
| 1989 | 46-я      | • Гарри Хэмлин — «Закон Лос-Анджелеса» за роль Майкла Кузака                        |                                                                                     |
| 1989 | 46-я      | • Кэрролл О’Коннор — «Полуночная жара» за роль Уильяма «Билла» Гиллеспи             |                                                                                     |
| 1989 | 46-я      | • Кен Уол — «Умник» за роль Винсента «Винни» Террановы                              |                                                                                     |
| 1990 | 47-я      |                                                                                     | • Кен Уол — «Умник» за роль Винсента «Винни» Террановы                              |
| 1990 | 47-я      | • Корбин Бернсен — «Закон Лос-Анджелеса» за роль Эрни Беккера                       |                                                                                     |
| 1990 | 47-я      | • Гарри Хэмлин — «Закон Лос-Анджелеса» за роль Майкла Кузака                        |                                                                                     |
| 1990 | 47-я      | • Кэрролл О’Коннор — «Полуночная жара» за роль Уильяма «Билла» Гиллеспи             |                                                                                     |
| 1990 | 47-я      | • Кен Олин — «Тридцать-с-чем-то» за роль Майкла Стидмана                            |                                                                                     |

## 1991—2000
| Год  | Церемония | Фотографии лауреатов                                                           | Лауреаты и номинанты                                          |
| ---- | --------- | ------------------------------------------------------------------------------ | ------------------------------------------------------------- |
| 1991 | 48-я      |                                                                                | • Кайл Маклахлен — «Твин Пикс» за роль Дейла Купера           |
| 1991 | 48-я      | • Скотт Бакула — «Квантовый скачок» за роль Сэма Беккетта                      |                                                               |
| 1991 | 48-я      | • Питер Фальк — «Коломбо» за роль лейтенанта Коломбо                           |                                                               |
| 1991 | 48-я      | • Джеймс Эрл Джонс — «Пламя Гэбриэла» за роль Гэбриэла Бирда                   |                                                               |
| 1991 | 48-я      | • Кэрролл О’Коннор — «Полуночная жара» за роль Уильяма «Билла» Гиллеспи        |                                                               |
| 1992 | 49-я      |                                                                                | • Скотт Бакула — «Квантовый скачок» за роль Сэма Беккетта     |
| 1992 | 49-я      | • Марк Хэрмон — «Обоснованные сомнения» за роль Дики Коба                      |                                                               |
| 1992 | 49-я      | • Джеймс Эрл Джонс — «За и против» за роль Гэбриэла Бирда                      |                                                               |
| 1992 | 49-я      | • Роб Морроу — «Северная сторона» за роль Джоэля Флейшмана                     |                                                               |
| 1992 | 49-я      | • Кэрролл О’Коннор — «Полуночная жара» за роль Уильяма «Билла» Гиллеспи        |                                                               |
| 1992 | 49-я      | • Сэм Уотерстон — «Я улечу» за роль Форреста Бедфорда                          |                                                               |
| 1993 | 50-я      |                                                                                | • Сэм Уотерстон — «Я улечу» за роль Форреста Бедфорда         |
| 1993 | 50-я      | • Скотт Бакула — «Квантовый скачок» за роль Сэма Беккетта                      |                                                               |
| 1993 | 50-я      | • Марк Хэрмон — «Обоснованные сомнения» за роль Дики Коба                      |                                                               |
| 1993 | 50-я      | • Роб Морроу — «Северная сторона» за роль Джоэля Флейшмана                     |                                                               |
| 1993 | 50-я      | • Джейсон Пристли — «Беверли-Хиллз, 90210» за роль Брендона Уолша              |                                                               |
| 1994 | 51-я      |                                                                                | • Дэвид Карузо — «Полиция Нью-Йорка» за роль Джона Келли      |
| 1994 | 51-я      | • Майкл Мориарти — «Закон и порядок» за роль Бенджамина Стоуна                 |                                                               |
| 1994 | 51-я      | • Роб Морроу — «Северная сторона» за роль Джоэля Флейшмана                     |                                                               |
| 1994 | 51-я      | • Кэрролл О’Коннор — «Полуночная жара» за роль Уильяма «Билла» Гиллеспи        |                                                               |
| 1994 | 51-я      | • Том Скерритт — «Застава фехтовальщиков» за роль Джимми Брока                 |                                                               |
| 1995 | 52-я      |                                                                                | • Деннис Франц — «Полиция Нью-Йорка» за роль Энди Сиповича    |
| 1995 | 52-я      | • Мэнди Патинкин — «Надежда Чикаго» за роль Джеффри Гейгера                    |                                                               |
| 1995 | 52-я      | • Джейсон Пристли — «Беверли-Хиллз, 90210» за роль Брендона Уолша              |                                                               |
| 1995 | 52-я      | • Том Скерритт — «Застава фехтовальщиков» за роль Джимми Брока                 |                                                               |
| 1995 | 52-я      | • Сэм Уотерстон — «Закон и порядок» за роль Джека Маккоя                       |                                                               |
| 1996 | 53-я      |                                                                                | • Джимми Смитс — «Полиция Нью-Йорка» за роль Бобби Симоне     |
| 1996 | 53-я      | • Дэниел Бензали — «Одно убийство» за роль Теодора Хоффмана                    |                                                               |
| 1996 | 53-я      | • Джордж Клуни — «Скорая помощь» за роль Дага Росса                            |                                                               |
| 1996 | 53-я      | • Дэвид Духовны — «Секретные материалы» за роль Фокса Малдера                  |                                                               |
| 1996 | 53-я      | • Энтони Эдвардс — «Скорая помощь» за роль Марка Грина                         |                                                               |
| 1997 | 54-я      |                                                                                | • Дэвид Духовны — «Секретные материалы» за роль Фокса Малдера |
| 1997 | 54-я      | • Джордж Клуни — «Скорая помощь» за роль Дага Росса                            |                                                               |
| 1997 | 54-я      | • Энтони Эдвардс — «Скорая помощь» за роль Марка Грина                         |                                                               |
| 1997 | 54-я      | • Лэнс Хенриксен — «Тысячелетие» за роль Фрэнка Блэка                          |                                                               |
| 1997 | 54-я      | • Джимми Смитс — «Полиция Нью-Йорка» за роль Бобби Симоне                      |                                                               |
| 1998 | 55-я      |                                                                                | • Энтони Эдвардс — «Скорая помощь» за роль Марка Грина        |
| 1998 | 55-я      | • Кевин Андерсон — «Ничего святого» за роль Франсиса Ксавье Рейно              |                                                               |
| 1998 | 55-я      | • Джордж Клуни — «Скорая помощь» за роль Дага Росса                            |                                                               |
| 1998 | 55-я      | • Дэвид Духовны — «Секретные материалы» за роль Фокса Малдера                  |                                                               |
| 1998 | 55-я      | • Лэнс Хенриксен — «Тысячелетие» за роль Фрэнка Блэка                          |                                                               |
| 1999 | 56-я      |                                                                                | • Дилан Макдермотт — «Практика» за роль Бобби Доннелла        |
| 1999 | 56-я      | • Дэвид Духовны — «Секретные материалы» за роль Фокса Малдера                  |                                                               |
| 1999 | 56-я      | • Энтони Эдвардс — «Скорая помощь» за роль Марка Грина                         |                                                               |
| 1999 | 56-я      | • Лэнс Хенриксен — «Тысячелетие» за роль Фрэнка Блэка                          |                                                               |
| 1999 | 56-я      | • Джимми Смитс — «Полиция Нью-Йорка» за роль Бобби Симоне                      |                                                               |
| 2000 | 57-я      |                                                                                | • Джеймс Гандольфини — «Клан Сопрано» за роль Тони Сопрано    |
| 2000 | 57-я      | • Билл Кэмпбелл — «Опять и снова» за роль Рика Сэммлера                        |                                                               |
| 2000 | 57-я      | • Роб Лоу — «Западное крыло» за роль Сэма Сиборна                              |                                                               |
| 2000 | 57-я      | • Дилан Макдермотт — «Практика» за роль Бобби Доннелла                         |                                                               |
| 2000 | 57-я      | • Мартин Шин — «Западное крыло» за роль президента США Джосаи «Джеда» Бартлета |                                                               |

## 2001—2010
| Год  | Церемония | Фотографии лауреатов                                                           | Лауреаты и номинанты                                                           |
| ---- | --------- | ------------------------------------------------------------------------------ | ------------------------------------------------------------------------------ |
| 2001 | 58-я      |                                                                                | • Мартин Шин — «Западное крыло» за роль президента США Джосаи «Джеда» Бартлета |
| 2001 | 58-я      | • Роб Лоу — «Западное крыло» за роль Сэма Сиборна                              |                                                                                |
| 2001 | 58-я      | • Андре Брауэр — «Скрещивание Гидеона» за роль доктора Бена Гидеона            |                                                                                |
| 2001 | 58-я      | • Джеймс Гандольфини — «Клан Сопрано» за роль Тони Сопрано                     |                                                                                |
| 2001 | 58-я      | • Дилан Макдермотт — «Практика» за роль Бобби Доннела                          |                                                                                |
| 2002 | 59-я      |                                                                                | • Кифер Сазерленд — «24 часа» за роль Джека Бауэра                             |
| 2002 | 59-я      | • Саймон Бейкер — «Защитник» за роль Ника Фэллина                              |                                                                                |
| 2002 | 59-я      | • Джеймс Гандольфини — «Клан Сопрано» за роль Тони Сопрано                     |                                                                                |
| 2002 | 59-я      | • Питер Краузе — «Клиент всегда мёртв» за роль Нейта Фишера                    |                                                                                |
| 2002 | 59-я      | • Мартин Шин — «Западное крыло» за роль президента США Джосаи «Джеда» Бартлета |                                                                                |
| 2003 | 60-я      |                                                                                | • Майкл Чиклис — «Щит» за роль Вика Мэкки                                      |
| 2003 | 60-я      | • Джеймс Гандольфини — «Клан Сопрано» за роль Тони Сопрано                     |                                                                                |
| 2003 | 60-я      | • Питер Краузе — «Клиент всегда мёртв» за роль Нейта Фишера                    |                                                                                |
| 2003 | 60-я      | • Мартин Шин — «Западное крыло» за роль президента США Джосаи «Джеда» Бартлета |                                                                                |
| 2003 | 60-я      | • Кифер Сазерленд — «24 часа» за роль Джека Бауэра                             |                                                                                |
| 2004 | 61-я      |                                                                                | • Энтони Лапалья — «Без следа» за роль Джека Мэлоуна                           |
| 2004 | 61-я      | • Майкл Чиклис — «Щит» за роль Вика Мэкки                                      |                                                                                |
| 2004 | 61-я      | • Уильям Петерсен — «C.S.I.: Место преступления» за роль Джила Гриссома        |                                                                                |
| 2004 | 61-я      | • Мартин Шин — «Западное крыло» за роль президента США Джосаи «Джеда» Бартлета |                                                                                |
| 2004 | 61-я      | • Кифер Сазерленд — «24 часа» за роль Джека Бауэра                             |                                                                                |
| 2005 | 62-я      |                                                                                | • Иэн Макшейн — «Дедвуд» за роль Эла Суиренгена                                |
| 2005 | 62-я      | • Майкл Чиклис — «Щит» за роль Вика Мэкки                                      |                                                                                |
| 2005 | 62-я      | • Денис Лири — «Спаси меня» за роль Томми Гэвина                               |                                                                                |
| 2005 | 62-я      | • Джулиан Макмэхон — «Части тела» за роль Кристиана Троя                       |                                                                                |
| 2005 | 62-я      | • Джеймс Спейдер — «Юристы Бостона» за роль Алана Шора                         |                                                                                |
| 2006 | 63-я      |                                                                                | • Хью Лори — «Доктор Хаус» за роль Грегори Хауса                               |
| 2006 | 63-я      | • Кифер Сазерленд — «24 часа» за роль Джека Бауэра                             |                                                                                |
| 2006 | 63-я      | • Патрик Дэмпси — «Анатомия страсти» за роль Дерека Шеперда                    |                                                                                |
| 2006 | 63-я      | • Мэттью Фокс — «Остаться в живых» за роль Джека Шепарда                       |                                                                                |
| 2006 | 63-я      | • Вентворт Миллер — «Побег» за роль Майкла Скофилда                            |                                                                                |
| 2007 | 64-я      | • Хью Лори — «Доктор Хаус» за роль Грегори Хауса                               |                                                                                |
| 2007 | 64-я      | • Патрик Дэмпси — «Анатомия страсти» за роль Дерека Шеперда                    |                                                                                |
| 2007 | 64-я      | • Майкл Си Холл — «Декстер» за роль Декстера Моргана                           |                                                                                |
| 2007 | 64-я      | • Билл Пэкстон — «Большая любовь» за роль Билла Хенриксона                     |                                                                                |
| 2007 | 64-я      | • Кифер Сазерленд — «24 часа» за роль Джека Бауэра                             |                                                                                |
| 2008 | 65-я      |                                                                                | • Джон Хэмм — «Безумцы» за роль Дона Дрэпера                                   |
| 2008 | 65-я      | • Хью Лори — «Доктор Хаус» за роль Грегори Хауса                               |                                                                                |
| 2008 | 65-я      | • Майкл Си Холл — «Декстер» за роль Декстера Моргана                           |                                                                                |
| 2008 | 65-я      | • Билл Пэкстон — «Большая любовь» за роль Билла Хенриксона                     |                                                                                |
| 2008 | 65-я      | • Джонатан Рис-Майерс — «Тюдоры» за роль короля Англии Генриха VIII            |                                                                                |
| 2009 | 66-я      |                                                                                | • Гэбриэл Бирн — «Лечение» за роль Пола Уэстона                                |
| 2009 | 66-я      | • Хью Лори — «Доктор Хаус» за роль Грегори Хауса                               |                                                                                |
| 2009 | 66-я      | • Майкл Си Холл — «Декстер» за роль Декстера Моргана                           |                                                                                |
| 2009 | 66-я      | • Джон Хэмм — «Безумцы» за роль Дона Дрэпера                                   |                                                                                |
| 2009 | 66-я      | • Джонатан Рис-Майерс — «Тюдоры» за роль короля Англии Генриха VIII            |                                                                                |
| 2010 | 67-я      |                                                                                | • Майкл Си Холл — «Декстер» за роль Декстера Моргана                           |
| 2010 | 67-я      | • Саймон Бейкер — «Менталист» за роль Патрика Джейна                           |                                                                                |
| 2010 | 67-я      | • Хью Лори — «Доктор Хаус» за роль Грегори Хауса                               |                                                                                |
| 2010 | 67-я      | • Билл Пэкстон — «Большая любовь» за роль Билла Хенриксона                     |                                                                                |
| 2010 | 67-я      | • Джон Хэмм — «Безумцы» за роль Дона Дрэпера                                   |                                                                                |

## 2011—2020
| Год  | Церемония | Фотографии лауреатов                                                         | Лауреаты и номинанты                                                   |
| ---- | --------- | ---------------------------------------------------------------------------- | ---------------------------------------------------------------------- |
| 2011 | 68-я      |                                                                              | • Стив Бушеми — «Подпольная империя» за роль Еноха «Наки» Томпсона     |
| 2011 | 68-я      | • Брайан Крэнстон — «Во все тяжкие» за роль Уолтера Уайта                    |                                                                        |
| 2011 | 68-я      | • Хью Лори — «Доктор Хаус» за роль Грегори Хауса                             |                                                                        |
| 2011 | 68-я      | • Майкл Си Холл — «Декстер» за роль Декстера Моргана                         |                                                                        |
| 2011 | 68-я      | • Джон Хэмм — «Безумцы» за роль Дона Дрэпера                                 |                                                                        |
| 2012 | 69-я      |                                                                              | • Келси Грэммер — «Босс» за роль Тома Кейна                            |
| 2012 | 69-я      | • Джереми Айронс — «Борджиа» за роль папы римского Александра VI             |                                                                        |
| 2012 | 69-я      | • Стив Бушеми — «Подпольная империя» за роль Еноха «Наки» Томпсона           |                                                                        |
| 2012 | 69-я      | • Брайан Крэнстон — «Во все тяжкие» за роль Уолтера Уайта                    |                                                                        |
| 2012 | 69-я      | • Дэмиэн Льюис — «Родина» за роль Николаса Броуди                            |                                                                        |
| 2013 | 70-я      |                                                                              | • Дэмиэн Льюис — «Родина» за роль Николаса Броуди                      |
| 2013 | 70-я      | • Стив Бушеми — «Подпольная империя» за роль Еноха «Наки» Томпсона           |                                                                        |
| 2013 | 70-я      | • Джефф Дэниэлс — «Новости» за роль Уилла Макэвоя                            |                                                                        |
| 2013 | 70-я      | • Брайан Крэнстон — «Во все тяжкие» за роль Уолтера Уайта                    |                                                                        |
| 2013 | 70-я      | • Джон Хэмм — «Безумцы» за роль Дона Дрейпера                                |                                                                        |
| 2014 | 71-я      |                                                                              | • Брайан Крэнстон — «Во все тяжкие» за роль Уолтера Уайта              |
| 2014 | 71-я      | • Джеймс Спейдер — «Чёрный список» за роль Рэймонда Рэддингтона              |                                                                        |
| 2014 | 71-я      | • Кевин Спейси — «Карточный домик» за роль Фрэнсиса «Фрэнка» Андервуда       |                                                                        |
| 2014 | 71-я      | • Майкл Шин — «Мастера секса» за роль Уильяма Мастерса                       |                                                                        |
| 2014 | 71-я      | • Лев Шрайбер — «Рэй Донован» за роль Рэймонда «Рэя» Донована                |                                                                        |
| 2015 | 72-я      |                                                                              | • Кевин Спейси — «Карточный домик» за роль Фрэнсиса «Фрэнка» Андервуда |
| 2015 | 72-я      | • Клайв Оуэн — «Больница Никербокер» за роль Джона «Тэка» Тэккери            |                                                                        |
| 2015 | 72-я      | • Джеймс Спейдер — «Чёрный список» за роль Рэймонда «Рэда» Рэддингтона       |                                                                        |
| 2015 | 72-я      | • Доминик Уэст — «Любовники» за роль Ноя Соллоуэя                            |                                                                        |
| 2015 | 72-я      | • Лев Шрайбер — «Рэй Донован» за роль Рэймонда «Рэя» Донована                |                                                                        |
| 2016 | 73-я      |                                                                              | • Джон Хэмм — «Безумцы» за роль Дона Дрейпера                          |
| 2016 | 73-я      | • Рами Малек — «Мистер Робот» за роль Эллиота Алдерсона                      |                                                                        |
| 2016 | 73-я      | • Вагнер Моура — «Нарко» за роль Пабло Эскобара                              |                                                                        |
| 2016 | 73-я      | • Боб Оденкёрк — «Лучше звоните Солу» за роль Сола Гудмана / Джимми Макгилла |                                                                        |
| 2016 | 73-я      | • Лев Шрайбер — «Рэй Донован» за роль Рэймонда «Рэя» Донована                |                                                                        |
| 2017 | 74-я      |                                                                              | • Билли Боб Торнтон — «Голиаф» за роль Билли Макбрайда                 |
| 2017 | 74-я      | • Рами Малек — «Мистер Робот» за роль Эллиота Алдерсона                      |                                                                        |
| 2017 | 74-я      | • Боб Оденкёрк — «Лучше звоните Солу» за роль Сола Гудмана / Джимми Макгилла |                                                                        |
| 2017 | 74-я      | • Мэттью Риз — «Американцы» за роль Филипа Дженнингса                        |                                                                        |
| 2017 | 74-я      | • Лев Шрайбер — «Рэй Донован» за роль Рэймонда «Рэя» Донована                |                                                                        |
| 2018 | 75-я      |                                                                              | • Стерлинг Браун — «Это мы» за роль Рэндалла Пирсона                   |
| 2018 | 75-я      | • Джейсон Бейтман — «Озарк» за роль Мартина «Марти» Бёрда                    |                                                                        |
| 2018 | 75-я      | • Боб Оденкёрк — «Лучше звоните Солу» за роль Сола Гудмана / Джимми Макгилла |                                                                        |
| 2018 | 75-я      | • Фредди Хаймор — «Хороший доктор» за роль доктора Шона Мёрфи                |                                                                        |
| 2018 | 75-я      | • Лев Шрайбер — «Рэй Донован» за роль Рэймонда «Рэя» Донована                |                                                                        |
| 2019 | 76-я      |                                                                              | • Ричард Мэдден — «Телохранитель» за роль Дэвида Бадда                 |
| 2019 | 76-я      | • Джейсон Бейтман — «Озарк» за роль Мартина «Марти» Бёрда                    |                                                                        |
| 2019 | 76-я      | • Стефан Джеймс — «Возвращение домой» за роль Уолтера Круса                  |                                                                        |
| 2019 | 76-я      | • Билли Портер — «Поза» за роль Прея Телла                                   |                                                                        |
| 2019 | 76-я      | • Мэттью Риз — «Американцы» за роль Филипа Дженнингса                        |                                                                        |
| 2020 | 77-я      |                                                                              | • Брайан Кокс — «Наследники» за роль Логана Роя                        |
| 2020 | 77-я      | • Рами Малек — «Мистер Робот» за роль Эллиота Алдерсона                      |                                                                        |
| 2020 | 77-я      | • Тобайас Мензис — «Корона» за роль Филиппа, герцога Эдинбургского           |                                                                        |
| 2020 | 77-я      | • Билли Портер — «Поза» за роль Прея Телла                                   |                                                                        |
| 2020 | 77-я      | • Кит Харингтон — «Игра престолов» за роль Джона Сноу                        |                                                                        |

## 2021—2025
| Год  | Церемония | Фотографии лауреатов                                                   | Лауреаты и номинанты                                         |
| ---- | --------- | ---------------------------------------------------------------------- | ------------------------------------------------------------ |
| 2021 | 78-я      |                                                                        | • Джош О’Коннор — «Корона» за роль Чарльза, принца Уэльского |
| 2021 | 78-я      | • Джейсон Бейтман — «Озарк» за роль Мартина «Марти» Бёрда              |                                                              |
| 2021 | 78-я      | • Боб Оденкёрк — «Лучше звоните Солу» за роль Сола Гудмана             |                                                              |
| 2021 | 78-я      | • Аль Пачино — «Охотники» за роль Майера Оффермана                     |                                                              |
| 2021 | 78-я      | • Мэттью Риз — «Перри Мейсон» за роль Перри Мейсона                    |                                                              |
| 2022 | 79-я      |                                                                        | • Джереми Стронг — «Наследники» за роль Кендалла Роя         |
| 2022 | 79-я      | • Брайан Кокс — «Наследники» за роль Логана Роя                        |                                                              |
| 2022 | 79-я      | • Ли Джон Джэ — «Игра в кальмара» за роль Сон Ки Хуна                  |                                                              |
| 2022 | 79-я      | • Билли Портер — «Поза» за роль Прея Телла                             |                                                              |
| 2022 | 79-я      | • Омар Си — «Люпен» за роль Ассана Диопа                               |                                                              |
| 2023 | 80-я      |                                                                        | • Кевин Костнер — «Йеллоустон» за роль Джона Даттона         |
| 2023 | 80-я      | • Джефф Бриджес — «Старик» за роль Дэна Чейса                          |                                                              |
| 2023 | 80-я      | • Диего Луна — «Андор» за роль Кассиана Андора                         |                                                              |
| 2023 | 80-я      | • Боб Оденкёрк — «Лучше звоните Солу» за роль Сола Гудмана             |                                                              |
| 2023 | 80-я      | • Адам Скотт — «Разделение» за роль Марка Скаута                       |                                                              |
| 2024 | 81-я      |                                                                        | • Киран Калкин — «Наследники» за роль Романа Роя             |
| 2024 | 81-я      | • Брайан Кокс — «Наследники» за роль Логана Роя                        |                                                              |
| 2024 | 81-я      | • Гэри Олдмен — «Медленные лошади» за роль Джексона Лэма               |                                                              |
| 2024 | 81-я      | • Педро Паскаль — «Одни из нас» за роль Джоэла                         |                                                              |
| 2024 | 81-я      | • Джереми Стронг — «Наследники» за роль Кендалла Роя                   |                                                              |
| 2024 | 81-я      | • Доминик Уэст — «Корона» за роль Чарльза, принца Уэльского            |                                                              |
| 2025 | 82-я      |                                                                        | • Хироюки Санада — «Сёгун» за роль даймё Ёси Торанаги        |
| 2025 | 82-я      | • Дональд Гловер — «Мистер и миссис Смит» за роль Джона Смита / Майкла |                                                              |
| 2025 | 82-я      | • Джейк Джилленхол — «Презумпция невиновности» за роль Расти Сабича    |                                                              |
| 2025 | 82-я      | • Гэри Олдмен — «Медленные лошади» за роль Джексона Лэма               |                                                              |
| 2025 | 82-я      | • Эдди Редмэйн — «День шакала» за роль Шакала                          |                                                              |
| 2025 | 82-я      | • Билли Боб Торнтон — «Землевладелец» за роль Томми Норриса            |                                                              |